# 科斯雷州
科斯雷州是密克罗尼西亚联邦4个州之一，辖有科斯雷岛和莱卢岛等岛屿。科斯雷岛位于加罗林群岛最东端，首府托福尔，位于赤道以北590 km。

## 经济
在早期，该地曾以贝壳作为货币。目前，岛上的主要经济来源为传统农业与渔业。

## 行政区划
科斯雷州分为4个区。
- 勒鲁区
- 马勒姆区
- 塔夫萨克区
- 尤特维区